# (33968) 2000 NF13
2000 NF13 (asteroide 33968) é um asteroide da cintura principal. Possui uma excentricidade de 0.14972350 e uma inclinação de 3.53199º.
Este asteroide foi descoberto no dia 5 de julho de 2000 por LONEOS em Anderson Mesa.